# 4251-es mellékút (Magyarország)
A 4251-es számú mellékút egy rövid, alig 2,5 kilométer hosszú, négy számjegyű országos közút Békés vármegye keleti peremén; a kötegyáni határátkelőhely térségétől vezet Méhkerék és Újszalonta települések határvidékéig, ezáltal összekötve a két községet a tőlük szinte kőhajításra lévő határállomással.

## Nyomvonala
Kötegyán közigazgatási területének északi széle közelében ágazik ki a 4252-es útból, nem sokkal annak a 7,550-es kilométerszelvénye után. Észak-északkelet felé indul, de alig 200 méter után átlépi Méhkerék határát, ami után nyugat-északnyugati irányba fordul. 1,6 kilométer után 90 fokos iránytöréssel észak-északkeleti irányban folytatódik, majd 2,3 kilométer után, egy jóval enyhébb irányváltással ismét egy kicsit nyugatabbi irányt vesz. Így ér véget, egy olyan útelágazásba betorkollva, ahol a délnyugat és az északkelet felé vezető út is csak öt számjegyű útként számozódik – 42 153-as számozással érkezik ide délnyugat felől, Méhkerék központjából, és így is folytatódik északkelet felé, Újszalonta lakott területei között.
Teljes hossza, az országos közutak térképes nyilvántartását szolgáló kira.gov.hu adatbázisa szerint 2,519 kilométer.

## Települések az út mentén
- (Kötegyán)
- (Méhkerék)